# 王竹卿 (民初)
王竹卿（?—1912年3月27日），紹興人，民國初期光復會會員，出身江湖，乃蔣中正的舊識。1912年1月14日，奉陳其美之命，與蔣中正刺殺陶成章於上海廣慈醫院。

## 簡介
陶成章因索取經費不得而認為孫中山假借革命名義收取大量捐款，卻貪污中飽私囊，不斷攻擊孫中山，得罪孫文、陳其美，陳其美於是欲謀殺陶成章。
1912年1月陶成章因病秘密疗养于上海法租界金神父路廣慈醫院，於是陳其美指使蔣介石執行暗殺。陶成章胸部中彈，血如湧泉，醫治無效，1月14日夜間2時去世。
3月27日，王竹卿彼殺於嘉興。

## 註解
1. 1 2  . 申報 (上海). 1912-03-31. 紹興人王竹卿在嘉興城內被刺，已紀昨報，茲悉王於嘉郡光復時曾充尚武隊長，現任分府民團局局長，原籍紹興，爲某分府介弟。行刺者名潘伯恆，係嘉邑硤石人……潘亦直認不諱，且指王爲殺陶烈士正兇，同人追踵多日，查訪確鑿，故爲烈士復仇云云……
2. ↑  章太炎：《章炳麟宣布孙文罪状书》，1909年11月6日，新加坡《南洋总汇新报》
3. ↑  陶成章：《布告同志书》
4. ↑  鄧文儀. . . 上海: 勝利出版社. 1945  [2023-01-17]. （原始内容存档于2022-12-04）.
5. ↑  . 新聞報 (上海). 1912-04-02. 嘉興。前充北伐隊長潘謀先於二十七號賄買黨羽楊貞祥槍斃尚武隊長王竹卿一案……潘謂王竹卿殺死陶煥卿，彼乃代爲陶先生報復云云